# حزب الاتحاد الاشتراكي للقوات الشعبية (المغرب)
الاتحاد الاشتراكي للقوات الشعبية هو حزب سياسي مغربي ذو أيديولوجية اشتراكية ديمقراطية تأسس سنة 1975. تعرض لسنوات عديدة للقمع المخزني إلى حين تشكيل حكومة التناوب بين الحزب والقصر والذي صوت بموجبه الحزب بالتأييد لدستور 1996. يتبنى الحزب مبادئ العدالة الاجتماعية والحداثة، ملتزمًا بمكافحة عدم المساواة وتعزيز الفرص العادلة لجميع فئات المجتمع.

بعد أحداث مولاي بوعزة في عام 1973، تم حظر الاتحاد الوطني للقوات الشعبية، واستبعاده من الساحة السياسية المغربية.
استجابةً لرؤية العفو التي طرحها الملك الحسن الثاني، وفي محاولة لمد اليد إلى الاتحاد الوطني للقوات الشعبية، قبل النظام المغربي عودة الحزب إلى الساحة السياسية المغربية. اعتمد الحزب اسم الاتحاد الاشتراكي للقوات الشعبية في 30 يوليو 1972، وهو ما تم تأكيده خلال المؤتمر الاستثنائي في يناير 1975. يمثل هذا المؤتمر الاستثنائي نقطة تحول كبيرة في تاريخ الحزب، حيث شهد التخلي عن «الخيار الثوري» والتنظيمات السرية للنضال المسلح (التنظيم) واعتماد «خيار النضال الديمقراطي». تم تأكيد هذا الخيار من خلال الانضمام إلى الأممية الاشتراكية.

## التاريخ

### البدايات
في يوليو 1972، أصدرت مجموعة من أعضاء اللجنة الإدارية بحزب الاتحاد الوطني للقوات الشعبية بيانًا أصبح يُعرف لاحقًا باسم «بيان يوليو»، أعلنت فيه عن تشكيل قيادة مؤقتة للحزب. جاء ذلك نتيجة لغياب اجتماعات القيادة المنتخبة من المؤتمر الأخير، سواء اللجنة الإدارية أو الكتابة الوطنية، مما أدى إلى عرقلة أي نشاط سياسي للحزب.
بعد نشر أسماء القياديين الموقعين على البيان، قامت السلطات بحظر هذه المجموعة، التي عُرفت باسم «مجموعة الرباط»، نظرًا لإقامة أعضائها البارزين، مثل عبد الرحيم بوعبيد، ومحمد اليازغي، وعمر بنجلون، في مدينة الرباط بحكم وظائفهم. في المقابل، أُطلق على محمد بن الصديق وأعضاء القيادة المقيمين في الدار البيضاء، بحكم انتمائهم المهني، اسم «مجموعة الدار البيضاء». لاحقًا، احتفظت هذه المجموعة باسم بالاتحاد الوطني للقوات الشعبية، بينما تبنت «مجموعة الرباط» اسم الاتحاد الاشتراكي للقوات الشعبية.
في ديسمبر 1975، عُقد المؤتمر التأسيسي للاتحاد الاشتراكي للقوات الشعبية في مدينة الدار البيضاء، حيث تم تغيير اسم «الكتابة الوطنية» إلى «المكتب السياسي»، واستُبدل لقب الكاتب العام بلقب الكاتب الأول. تم انتخاب عبد الرحيم بوعبيد لهذا المنصب، وضمت تشكيلة المكتب السياسي شخصيات بارزة مثل: محمد اليازغي وعمر بنجلون، وهما محاميان، ومحمد منصور الحريزي، وهو فلاح ومن الأطر التي قادت المقاومة المغربية ضد الاستعمار، وعبد اللطيف بنجلون، طبيب وأحد قياديي المقاومة وجيش التحرير، إلى جانب شخصيات أخرى ساهمت في بناء الحزب الجديد.

### القمع
خلال الصراع بين القصر الملكي والأحزاب المنبثقة عن الحركة الوطنية اعتقل وحوكم عدد من قادة الحزب.
- 1962: قاطع الاستفتاء على الدستور.[4]
- 1963: انتُخب قادته في أول انتخابات تشريعية في تاريخ المغرب، ومن ضمنهم عبد الرحيم بوعبيد والمهدي بنبركة.[بحاجة لمصدر]
- 1963: اعتقال ومحاكمة قادته ومن بينهم عبد الرحمان اليوسفي.
- 1965: اختطاف واختفاء المهدي بنبركة[4] بباريس.
- 1970: دعى إلى التصويت بـ«لا» على الدستور[4] مع حزب الاستقلال وأسسا معاً الكتلة الوطنية.
- 1972: اللجنة الإدارية للاتحاد تقرر القطيعة مع البيروقراطية النقابية، وتتبنى اختيار العمل السياسي الديمقراطي.
- 1972: الاتحاد يطالب بإحداث مجلس تأسيسي عبر انتخابات عامة مباشرة.
- 1973 : محمد اليازغي وعمر بنجلون يتعرضان لمحاولة اغتيال (توصلا بطردين ملغومين)، ومحاكمة العديد من مناضلي الحزب أمام المحكمة العسكرية بالقنيطرة، حيث وجهت لهم تهمة «المس بالنظام العام».

### تغير الصراع
شهد الحزب في السبعينيات تغييراً جذرياً في صراعه ضد القصر
- 1975: في مؤتمر استثنائي قرر تبني الخيار الديمقراطي، فغير اسمه من «الاتحاد الوطني للقوات الشعبية» إلى «الاتحاد الاشتراكي للقوات الشعبية» وانتخب فيه عبد الرحيم بوعبيد كاتباً أولاً.[4]
- 1975: (18 دجنبر) اغتيال عمر بنجلون - أحد القادة المؤسسين للحزب وصحافته، وأحد أبرز المناضلين النقابيين الذين ناضلوا من أجل دمقرطة المركزية النقابية (الاتحاد المغربي للشغل) - بالدار البيضاء.[5][بحاجة لمصدر]
- 1975 (21 دجنبر) تأسيس الشبيبة الاتحادية.[بحاجة لمصدر]
- 1981 (20 يونيو) تنظيم إضراب عام على إثر زيادة أثمنة المواد الغذائية الأساسية، وتلى الإضراب حملة قمعية خاصةً بالدار البيضاء، كما اعتقل عدة مسؤوليين بالاتحاد - إضافة لمسؤولين بالكونفدرالية الديمقراطية للشغل - وإغلاق المقرات الحزبية والنقابية، وتوقيف صحافة الحزب («المحرر» و«ليبراسيون»).[بحاجة لمصدر]
- 1981 (5 شتنبر) المكتب السياسي للاتحاد يصدر بلاغا لرفض قبول المغرب تنظيم استفتاء لتقرير المصير بالصحراء المغربية[4] - وهو القرار الذي تبنته قمة منظمة الوحدة الإفريقية بنيروبي - وتم على إثر هذا البلاغ اعتقال أعضاء المكتب السياسي وعلى رأسهم عبد الرحيم بوعبيد ومحمد اليازغي ومحمد الحبابي.[بحاجة لمصدر]

### تعزيز الحوار
بقي في المعارضة، وشكل ذراعًا نقابيًا لتأطير الطبقة العاملة، كما شكل تنظيما لاحتضان فئة الشباب وتأهيلها باستقطاب فئة الطلاب.
- 1984 : الاتحاد يقدم مذكرة إلى الملك الراحل الحسن الثاني، يعترض فيها على برنامج التقويم الهيكلي الذي فرض على المغرب من طرف صندوق النقد الدولي.[بحاجة لمصدر]
- 1984: انعقاد المؤتمر الوطني الرابع بالدار البيضاء.
- 1989: انعقاد المؤتمر الوطني الخامس والمطالبة بمراجعة الدستور.

### الانفتاح
انفرجت العلاقة بين الحزب والسلطة في منتصف التسعينيات، حيث اختار التصويت بنعم على الدستور الجديد، فدخل لأول مرة دائرة الحكم.
- 1991: الاتحاد الاشتراكي للقوات الشعبية وحزب الاستقلال يقدمان بيان من أجل الديمقراطية للملك الراحل الحسن الثاني يطالبان من خلاله بإقرار توازن بين المؤسسات.[بحاجة لمصدر]
- 1992: وفاة السي عبد الرحيم بوعبيد، وتولي عبد الرحمان اليوسفي منصب الكاتب الأول للحزب ومحمد اليازغي منصب الكاتب الأول بالنيابة.[بحاجة لمصدر]
- 1993: تأسيس الكتلة الديمقراطية مع حزب الاستقلال وحزب التقدم والاشتراكية ومنظمة العمل الديمقراطي الشعبي.[بحاجة لمصدر]
- 1998: شكل أمينه العام عبد الرحمان اليوسفي ما عرف بحكومة التناوب.[4]
- 2001: انعقاد المؤتمر الوطني السادس للحزب.
- 2002: عاد عبد الرحمان اليوسفي لاحقا ليشارك في الحكومة.[4]
- 2005: انعقاد المؤتمر الوطني السابع للحزب.

## الانشقاقات
- مطلع الثمانينيات: انشق عنه ما كان يعرف بتيار «رفاق الشهداء» (الذي تحول لاحقا إلى حزب الطليعة الديمقراطي الاشتراكي).[4]
- وزادت الانشقاقات بعد المؤتمر الوطني السادس عام 2001 حيث خرجت من صلبه عدة تيارات شكلت أحزابًا سياسية جديدة.[4]

## في الانتخابات
- حصل على 50 مقعد من أصل 325 في الانتخابات البرلمانية المغربية 2002، ليصبح أكبر أحزاب البرلمان، وشكل الحكومة كجزء من تحالف الكتلة الديمقراطية.
- حصل على 38 مقعد من أصل 325 في الانتخابات البرلمانية المغربية 2007، لينزل إلى المرتبة الخامسة بين أحزاب البرلمان.[6] وشاركت في حكومة عباس الفاسي في أكتوبر 2007[7]
- حصل على 39 مقعد من أصل 325 في الانتخابات البرلمانية المغربية 2011. ورفض الحزب (عبر مجلسه الوطني الذي انعقد الأحد 4 دجنبر 2011) التحالف مع حزب العدالة والتنمية الذي فاز بالمركز الأول وكلف الملك أمينه العام بتشكيل الحكومة، ومن الأسباب المعلنة أنّ الاتحاد كان جزءاً من الحكومة التي صوت ضدها المغاربة وبالتالي لا بدّ له من احترام إرادتهم، كما أن التشكيلة التي أفرزتها الانتخابات تيارات محافظة، فعلى الحزب أن يتخذ موقعه في المعارضة.[8]
- حصل الحزب على 20 مقعد فقط من أصل 395 في الانتخابات البرلمانية المغربية 2016.

## وصلات خارجية
- الاتحاد الاشتراكي للقوات الشعبية على يوتيوب- نظرة عامة من قناة الجزيرة الوثائقية.
- موقع المنظمة الديمقراطية للشغل
- الموقع الرسمي للإتحاد الاشتراكي للقوات الشعبية - عمالة وجدة أنكاد.